# Granice (Chorwacja)
Granice – wieś w Chorwacji, w żupanii osijecko-barańskiej, w mieście Našice. W 2011 roku liczyła 109 mieszkańców.